# Paul Constant Caudrelier
Paul Constant Caudrelier (Strasbourg, 11 février 1858 – Minaucourt, 30 novembre 1914), est un officier général français.
C'est l'un des 42 généraux français morts au combat durant la Première Guerre mondiale.

## Biographie
Né à Strasbourg dans le Bas-Rhin, il est le fils d'un sous-chef de musique du 3e régiment d'artillerie, Florimond Caudrelier et de Caroline Schuler.
Paul Caudrelier intègre l'École spéciale militaire de Saint-Cyr en 1877 (promotion de Novi Bazar). À la sortie d'école, en 1879, il intègre l'infanterie de marine.
Il est nommé sous-lieutenant du 4e régiment d'infanterie de marine. Il passe lieutenant dans la même unité, et mène campagne en Guyane entre 1881 et 1883. Nommé capitaine en 1884, il fait campagne à Madagascar entre 1885 et 1888. Il intègre le 2e régiment de marche en 1889 et fait campagne au Tonkin jusqu'en 1892.
En août 1892, il est nommé chef de bataillon au 8e régiment d'infanterie de marine.
Le commandant Caudrelier est affecté au 2e régiment d'infanterie de marine (RIMa), le 15 octobre 1892.
Il rejoint le régiment de tirailleurs sénégalais en mai 1894 à Dakar, puis le 1er régiment d'infanterie de marine en 1895 et le régiment de tirailleurs soudanais, en 1896.
Le 28 octobre 1897, il retourne au 2e RIMa et y devient lieutenant-colonel le 13 juillet 1898.
En mai 1900, il est muté au 15e régiment d'infanterie coloniale (RIC) et y passe colonel le 2 novembre 1900.
Il prend le commandement du 23e RIC du 16 septembre 1902 au 26 mars 1904 à Paris.
En 1904, il est colonel commandant le 2e régiment de tirailleur sénégalais et fait campagne au Soudan français.
En 1905, il commande le 1er régiment de tirailleur sénégalais avant de prendre la tête le 8e régiment d'infanterie coloniale en 1906.
En 1908, il est promu général de brigade à l'état-major général de l'armée.
Chevalier de la Légion d'honneur depuis 1895, il est promu commandeur le 29 décembre 1910.
Il se marie à Paris, le 30 avril 1912 avec Marie Marthe Raisonnier.

### Première Guerre mondiale
Le 8 août 1914, le général Caudrelier est mobilisé à la tête de la 6e brigade d'infanterie coloniale (BIC).
Depuis Marseille, la brigade intègre la 2e division d'infanterie coloniale et est engagée dans la bataille des frontières puis, en septembre 1914, dans la bataille de la Marne (bataille de Vitry).
Il est tué lors d'une inspection dans les tranchées le 30 novembre 1914  à Minaucourt.

Il est cité, à titre posthume, à l'ordre de l'armée : 

« Tombé glorieusement le 30 novembre 1914 en examinant, de la tranchée la plus avancée de la brigade, les travaux ennemis, après avoir au cours de la campagne exposé cent fois sa vie, avec un mépris absolu du danger. Blessé précédemment, n'avait pas cessé son service un seul jour. »

Reconnu « mort pour la France », il est enterré à Hans le 2 décembre 1914.

## Décorations
Commandeur de la Légion d'honneur (décret du 29 décembre 1910)

 Croix de guerre 1914–1918, palme de bronze (deux citations à l'ordre de l'armée)

 Médaille commémorative de Madagascar (1886)

## Postérité
De 1919 à 1939, un quartier de la caserne de la Schanze (ou Artilleriekaserne)  à Haguenau est rebaptisé en l'honneur du général Caudrelier.
Son nom est inscrit au monument des Généraux morts au Champ d'Honneur 1914-1918 de l'église Saint-Louis à l'Hôtel des Invalides de Paris.